# بوشيني جنوبي
بوشيني جنوبي (الاسم العلمي: Puccinia australis) هو نوع من الفطريات يتبع جنس البوشيني من فصيلة البوشينية. سمي هذا النوع بالجنوبي (باللاتينية: australis) نسبة إلى النصف الجنوبي للكرة الأرضية.		